# Robert Pastorelli
Robert Joseph Pastorelli (New Brunswick, 21 giugno 1954 – Los Angeles, 8 marzo 2004) è stato un attore statunitense.

## Biografia
A seguito di un incidente automobilistico occorsogli all'età di diciannove anni dovette abbandonare la carriera sportiva.
Si dedicò per poco più di 20 anni al cinema, recitando anche in film di successo, come Balla coi lupi e Impatto imminente e Sister Act 2 - Più svitata che mai: in quest'ultimo film sostenne il ruolo di un indisciplinato studente liceale, nonostante egli all'epoca fosse quasi quarantenne.
Pastorelli morì nel 2004, poco prima di compiere 50 anni, a causa di un'overdose di narcotici contenenti morfina.

## Filmografia

### Cinema
- Beverly Hills Cop II - Un piedipiatti a Beverly Hills II (Beverly Hills Cop II), regia di Tony Scott (1987)
- Una fortuna sfacciata (Outrageous Fortune), regia di Arthur Hiller (1987)
- Alla scoperta di papà (Memories of Me), regia di Henry Winkler (1988)
- Balla coi lupi (Dances with Wolves), regia di Kevin Costner (1990)
- Guai in famiglia (Folks!), regia di Ted Kotcheff (1992)
- Impatto imminente (Striking Distance), regia di Rowdy Herrington (1993)
- Sister Act 2 - Più svitata che mai (Sister Act 2: Back in the Habit), regia di Bill Duke (1993)
- L'eliminatore - Eraser (Eraser), regia di Chuck Russell (1996)
- Michael, regia di Nora Ephron (1996)
- Un semplice desiderio (A Simple Wish), regia di Michael Ritchie (1997)
- Scotch and Milk, regia di Adam Goldberg (1998)
- Heist, regia di Peter Rossi (1998)
- Bait - L'esca (Bait), regia di Antoine Fuqua (2000)
- Be Cool, regia di F. Gary Gray (2005)

### Televisione
- Barney Miller – serie TV, episodio 8x18 (1982)
- New York New York (Cagney & Lacey) – serie TV, 2 episodi (1982-1983)
- A cuore aperto (St. Elsewhere) – serie TV, serie TV, episodio 1x11 (1983)
- Arabesque (Tucker's Witch) – serie TV, 1 episodio (1983)
- Bravo Dick (Newhart) – serie TV, 2 episodi (1983-1985)
- Diner, regia di Barry Levinson – film TV (1983)
- Hardcastle & McCormick (Hardcastle and McCormick) – serie TV, episodio 1x06 (1983)
- Hill Street giorno e notte (Hill Street Blues) – serie TV, 2 episodi (1983-1985)
- Supercar (Knight Rider) – serie TV, episodio 2x08 (1983)
- Ho sposato una playmate (I Married a Centerfold),regia di Peter Werner – film TV (1984)
- T.J. Hooker – serie TV, episodio 4x09 (1984)
- Ai confini della realtà (The Twilight Zone) – serie TV, 2 episodi (1985)
- A-Team (The A-Team) – serie TV, episodio 4x10 (1985)
- Berrenger's – serie TV, 1 episodio (1985)
- Braker, regia di Victor Lobl – film TV (1985)
- California Girls, regia di Rick Wallace – film TV (1985)
- Hunter – serie TV, episodio 1x13 (1985)
- Mai dire sì (Remington Steele) – serie TV, 2 episodi (1985-1986)
- Mary – serie TV, 2 episodi (1985)
- Santa Barbara – serial TV, 1 episodio (1985)
- Simon & Simon – serie TV, episodio 4x14 (1985)
- Throb – serie TV, episodio 1x07 (1986)
- Vicini troppo vicini (Too Close for Comfort) – serie TV, episodio 6x14 (1986)
- CBS Summer Playhouse – serie TV, episodio 1x19 (1987)
- Giudice di notte (Night Court) – serie TV, episodi 5x11 (1987)
- Jack, investigatore privato (Private Eye) – serie TV, 1 episodio (1987)
- La bella e la bestia (Beauty and the Beast) – serie TV, 2 episodi (1987)
- Le mani di uno sconosciuto (Hands of a Stranger), regia di Larry Elikann – film TV (1987)
- MacGyver – serie TV, episodio 2x16 (1987)
- Miami Vice – serie TV, episodio 3x13 (1987)
- Provaci ancora, Harry (The Law and Harry McGraw) – serie TV, 1 episodio (1987)
- Lady Mobster, regia di John Llewellyn Moxey – film TV (1988)
- Mia sorella Sam (My Sister Sam) – serie TV, episodio 2x11 (1988)
- Murphy Brown – serie TV, 158 episodi (1988-1998)
- An Evening at the Improv – talk show (1991)
- Basic Values: Sex, Shock & Censorship in the 90's, regia di David Jablin – film TV (1993)
- Harmful Intent, regia di John Patterson – film TV (1993)
- Il grande cuore di Margaret (The Yarn Princess), regia di Tom McLoughlin – film TV (1994)
- A tempo di valzer, regia di Ernest Thompson – film TV (1995)
- Double Rush – serie TV, 13 episodi (1995)
- Fitz (Cracker) – serie TV, 16 episodi (1997-1999)
- Modern Vampires, regia di Richard Elfman – film TV (1998)
- South Pacific, regia di Richard Pearce – film TV (2001)
- The Ballad of Lucy Whipple, regia di Jeremy Kagan – film TV (2001)
- Il tocco di un angelo (Touched by an Angel) – serie TV, episodio 9x01 (2002)
- Women vs. Men, regia di Chazz Palminteri – film TV (2002)
- Fifty/Fifty (Partners in Crime) – serie TV (2003)

## Doppiatori italiani
Nelle versioni in italiano delle opere in cui ha recitato, Robert Pastorelli è stato doppiato da:
- Francesco Pannofino in L'eliminatore - Eraser, South Pacific
- Eugenio Marinelli in Michael, Un semplice Desiderio
- Mauro Gravina in Beverly Hills Cop II - Un piedipiatti a Beverly Hills II
- Bruno Slaviero in Alla scoperta di papà
- Claudio Fattoretto in Balla coi lupi[1]
- Michele Gammino in Impatto imminente
- Stefano De Sando in Fitz
- Roberto Pedicini in Be Cool